# Les Seigneurs de l'instrumentalité

Les Seigneurs de l’Instrumentalité (titre original en anglais américain : Instrumentality of Mankind rebaptisé The Rediscovery of Man) est un cycle de science-fiction écrit par Cordwainer Smith.
Composé de 27 nouvelles et du roman Norstralie, il raconte l’évolution de l’Humanité lors des 14 000 prochaines années. D’autres nouvelles ne faisant pas partie du cycle peuvent y être rattachées du fait de leur thématique.
Par son originalité et son ampleur programmatique, cette œuvre vaste, longtemps méconnue notamment en France, est devenue un classique de la science-fiction.

## Résumé
Le 2 avril 1945, le savant Ritter Vom Acht décide d'envoyer ses trois filles Carlotta, Juli et Karla, dans des capsules spatiales individuelles afin de leur épargner la guerre et de leur sauver la vie. Plusieurs milliers d'années plus tard, la capsule de Carlotta puis celle de Juli reviennent sur Terre. La planète est alors dominée par le gouvernement de philosophes chinois, les Jwindz, qui asservissent les hommes à l'aide de tranquillisants. Juli Vom Acht va alors diriger la rébellion et obliger les Jwindz à quitter la Terre. C’est alors qu'est créée l’Instrumentalité du genre humain. Ses dirigeants, les Seigneurs, forment le gouvernement de l'Humanité et ont pour mission de veiller sur elle.
L’Humanité va alors connaître une expansion extraordinaire. Tandis que la technologie ne cessera de se développer (découverte du voyage supraluminique), les Hommes vont poursuivre la colonisation de nombreuses planètes. Même sur Terre, les changements seront notables. Après la révolte des sous-êtres (des hybrides mi-humains mi-animaux), menée par D'joan, une fille-chien, ceux-ci obtiennent quelques droits et font redécouvrir à l'humanité la Vieille Religion Forte (christianisme).
Touchés par la compassion et l'amour des sous-êtres, les hommes prennent alors conscience de l'austérité de leur existence.
Ceci marque un tournant de l'Histoire car l'Instrumentalité du genre humain, afin de redonner le goût de vivre à la population, instaure la Redécouverte de l'Homme.
Les anciennes langues oubliées sont de nouveau parlées, les accidents réapparaissent volontairement et des noms sont donnés aux hommes. L'évolution de l'Humanité tendra ensuite vers l'augmentation progressive des droits des sous-êtres jusqu’à l’égalité entre eux et les hommes véritables.

## Les catégories d'individus
La loi fait la distinction entre trois catégories d’êtres :
- les hommes véritables : se situent au sommet de l’échelle sociale et disposent de tous les droits.
- les sous-êtres : sortes d'hybrides entre les hommes et les animaux, ils exécutent des tâches pénibles que ne veulent pas réaliser les hommes véritables. Privés de nombreux droits, ils sont soumis aux humains et doivent leur obéir sous peine d'être condamnés à mort. La première lettre de leur nom est celle de l'animal dont ils sont issus (exemple : C'mell est une fille-chat)
- les robots : créés pour réaliser les tâches les plus pénibles, ils se situent en bas de l'échelle sociale et peuvent même recevoir des ordres de la part des sous-êtres.

La distinction ainsi effectuée, notamment avec la création de la catégorie des sous-êtres, est l’occasion pour Cordwainer Smith de critiquer les problèmes de racisme qui caractérisaient les États-Unis dans les années 1950. D’autres sous-catégories existent, comme par exemple les hominidés qui sont des hommes modifiés pour pouvoir vivre sur des planètes inhospitalières — cependant, les hominidés disposent des mêmes droits que les hommes véritables.
Enfin, les Seigneurs de l'Instrumentalité constituent l'élite de la société et ont des droits immenses (ils peuvent tuer et recevoir des pots-de-vin sans être menacés par la loi).

## Les personnages principaux
- C'mell : sous-être apparaissant dans plusieurs nouvelles ainsi que dans le roman Norstralie. Fille-chat, elle travaillait comme hôtesse d'accueil à Terrapport. Elle aidera Rod McBan lors de son voyage sur Terre.

- D'joan : fille-chien, elle a convaincu les sous-êtres de sortir de leur cité souterraine de chercher à vivre en harmonie avec les humains. Brûlée sur le bûcher pour crime d'amour, elle constitue une référence de Cordwainer Smith à Jeanne d'Arc.

- Juli Vom Acht : l’une des premières Dames de l'Instrumentalité du Genre Humain, elle a été envoyée en orbite par son père avant de revenir sur Terre plusieurs siècles plus tard. Elle a participé à la révolte contre les Jwindz et est connue sous le nom de Dame Vomact.

- Rod Mac Ban : habitant de Norstralie, les manœuvres boursières de l'ordinateur de la famille lui permettent d'acheter la Terre. Il sera contraint de devenir temporairement un homme-chat durant son voyage sur Terre pour des raisons de sécurité. Il y rencontre alors l'E'telekeli, chef du sous-peuple, et crée la Fondation Cent Cinquante pour venir en aide aux humains et aux sous-êtres.

- Seigneur Jestocost : l’un des Seigneurs de l’Instrumentalité, il aidera les sous-êtres à de nombreuses reprises.

- B'dikat : l’homme-taureau chargé de découper les différentes excroissances ayant poussé sur le corps des prisonniers de la planète Shayol, sous l’effet des dromozoaires, en leur injectant la super-condamine qui leur permet de supporter le traumatisme.

## Inspirations et influences
On trouve dans l’œuvre de Cordwainer Smith des thèmes originellement lancés par des auteurs antérieurs ou au contraire développés ultérieurement.

### Aldous Huxley
L’âge d'or de l'Instrumentalité peut être considéré comme l’aboutissement des préoccupations eugéniques développées dans Le Meilleur des mondes.
L’Humanité est génétiquement parfaite, et les développements technologiques assurent totalement le bonheur et la sécurité. La télépathie résout soucis et angoisses avant qu’ils ne deviennent perturbateurs sur le plan social. La médecine et la pharmacologie garantissent une vie d’une durée de 400 ans. Des forces armées discrètes mais omniprésentes sont prêtes à pulvériser tout ce qui pourrait ressembler à une menace physique ou à une rébellion de la part des sous-êtres.
En échange, l’homme a dû renoncer à son nom, à sa combativité, à son esprit d’aventure, à son système économique, à toute forme d’information médiatique, à toute forme de religion. À cet égard, le sous-peuple apparait beaucoup plus humain que les hommes eux-mêmes.

### Ira Levin
Comme dans le roman Un bonheur insoutenable, l’homme moyen est abruti de bonheur par voie psychologique et médicamenteuse plutôt que par la force ou la répression. La créativité est jugée dangereuse.

### Frank Herbert
La Norstralie présente quelques parallèles avec le monde de Dune de Frank Herbert.
Après avoir échappé à une planète hostile qui les a traumatisés, les colons de l'Australie du Nord s'installent sur une planète désertique, grise et à peu près sans relief, qu'ils baptisent Norstralie, qui leur semble paradisiaque en comparaison de l'enfer auquel ils ont échappé. La société pastorale des Norstraliens demande une résistance et une opiniâtreté que les autres planètes ont abandonnées.
Une maladie qui transforme leurs moutons en monstres de plusieurs dizaines de tonnes se révèle être un fabuleux coup de chance pour les Norstraliens. Les moutons malades sécrètent une substance que l’on ne trouve nulle part ailleurs dans l’univers. Raffinée, celle-ci devient le santaclara ou stroon, la drogue de longue vie indispensable au mode de vie des Hommes de l’Instrumentalité. Ce trésor suscite de telles convoitises que la Norstralie a dû se doter de défenses terrifiantes, capables d'anéantir tous les agresseurs concevables, et faire de ses citoyens des experts en survie.
Tous les jeunes Norstraliens doivent ainsi passer l'épreuve du jardin de la mort. Ceux qui ne possèdent pas les capacités requises,
garantes de la survie de la Norstralie, meurent littéralement de rire dans un jardin de la mort décoré comme une forêt humide et luxuriante. Les Norstraliens, qui auraient pu être les princes-marchands de l'univers sont devenus des "fermiers experts en survie" pour conserver leurs richesses.
Les parallèles avec Dune sont troublants :
Les Fremen, un peuple persécuté pour ses convictions zensunni s'installe sur la planète Arrakis (Dune), un monde uniformément sableux, extrêmement aride, où l'eau est rarissime.
Arrakis est peuplée de vers géants qui produisent une substance que l’on ne trouve nulle part ailleurs dans l’univers. Raffinée, celle-ci devient l’Épice, drogue qui prolonge la vie indispensable au mode de vie de l’Empire et aux voyages spatiaux.
Les Fremen ont une culture et des technologies adaptées aux conditions extrêmes de Dune : ils portent un distille, un vêtement qui recycle l'eau perdue par le corps ; leurs pièges à vent récupèrent l'humidité atmosphérique ; l'eau des cadavres est récupérée ; les Fremen sont de remarquables combattants, qui tuent sans le moindre état d'âme les personnes non-Fremen rencontrées dans le désert ; les Fremen handicapés sont abandonnés au désert.
Là s'arrêtent cependant les parallèles :
Si l'épice procure d'énormes richesses, celles-ci ne bénéficient toutefois nullement aux Fremen, qui ne la récoltent que pour leurs besoins propres. Dans l'Univers techno-féodal du cycle de Dune, Arrakis est dirigée par la famille noble qui a reçu la planète en fief de l'empereur et qui assure l'exploitation de l'épice. Les Fremen sont des parias sur leur propre monde, volontiers traqués par les soldats de la famille régnante.

## Composition du cycle

### Nouvelles
- Non, non, pas Rogov !
- La Guerre n° 81-Q
- Mark Elf
- La Reine de l'après-midi
- Les sondeurs vivent en vain
- La Dame aux étoiles
- Le Jour de la pluie humaine
- Pensez bleu, comptez deux
- Le colonel revient du Grand Néant
- Le Jeu du rat et du dragon
- Le Cerveau brûlé
- La Planète de Gustible
- Lui-même en anachron
- Le Crime et la Gloire du commandant Suzdal
- Le Vaisseau d'or
- La Dame défunte de la ville des Gueux
- Sous la vieille Terre
- Le Bateau ivre
- La Mère Hitton et ses Chatons
- Boulevard Alpha Ralpha
- La Ballade de C'mell
- La Planète Shayol
- Sur la planète aux gemmes
- Sur la planète des tempêtes
- Sur la planète des sables
- Une étoile pour trois
- Jusqu'à une mer sans Soleil

### Roman
- Norstralie
  - Aux portes du jardin de la mort
  - Le jugement
  - La colère de l'Onseck
  - Les vieux trésors brisés de la tanière
  - La querelle au dîner
  - Le palais du gouverneur de la nuit
  - Un œil sur le moineau
  - Argent LES, argent BAT
  - Pièges, fortunes et observateurs
  - Exil proche
  - Piège et hospitalité
  - Vol en plein ciel
  - Discours et recours
  - La voie vers le Maître-Chat
  - Le magasin des désirs du cœur
  - Tout le monde aime l'argent
  - Tostig Amaral
  - Oiseaux, très loin sous la terre
  - Son étrange autel
  - Conseillers, conseils, consoles et consuls

Nouvelles pouvant être rattachées au cycle
- La guerre n°81-Q (version originale)
- La Science occidentale, quelle merveille!
- Nancy
- Le fifre de Bodhidharma
- Angerhelm
- Les Bons Amis

À noter que la nouvelle Jusqu'à une mer sans Soleil a été coécrite par Cordwainer Smith et sa femme Geneviève Linebarger.
Une autre nouvelle entièrement écrite par celle-ci peut être rattachée au cycle, il s’agit de La Saga de la troisième sœur qui raconte les aventures de Karla Vom Acht. Enfin, la nouvelle La Guerre n° 81-Q existe en deux versions.

## Classique de la science-fiction
Cet ouvrage a fait l'objet de plusieurs éditions en français :
- en 1974, les éditions Opta publient le cycle Les Seigneurs de l'instrumentalité en trois tomes, 50 à 52, de leur collection "Club du Livre d'Anticipation"  (ISBN 2-7201-0002-1)
- en 1980, les éditions Le Livre de Poche publient une série de trois tomes dirigée par Jean-Baptiste Baronian et Michel Demuth reprenant chacun deux recueils originaux publiés aux États-Unis : -- tome 1 La Dame aux étoiles et autres récits (à partir de You'll Never Be The Same et The Planet Buyer)  (ISBN 2-253-02435-X), -- tome 2 Le Sous-Peuple - La quête des Trois Mondes (à partir de The Underpeople et Quest Of The Three Worlds)  (ISBN 2-253-02552-6) et -- tome 3 La mère Hitton et ses chatons et autres récits (à partir de Space Lords et Stardreamer)  (ISBN 2-253-02553-4). Les 37 récits du cycle n'y sont pas tous.
- en 1987, les éditions Presses Pocket publient dans la collection Science-Fiction, dirigée par Jacques Goimard, le cycle Les Seigneurs de l'instrumentalité sous la forme de six tomes intitulés respectivement Tu seras un autre  (ISBN 2-266-02038-2), Le rêveur aux étoiles  (ISBN 2-266-02039-0), Les puissances de l'espace  (ISBN 2-266-02040-4), L'homme qui acheta la Terre  (ISBN 2-266-02041-2), Le sous-peuple  (ISBN 2-266-02042-0) et La quête des trois mondes  (ISBN 2-266-02043-9), dans une traduction de Simone Hilling, Michel Demuth, Alain Dorémieux, Denise Hersant, Yves Hersant et Michel Deutsch.
- en 2004, les éditions Gallimard publient dans la collection Folio SF le cycle Les Seigneurs de l'instrumentalité sous la forme de quatre tomes (respectivement Les Sondeurs vivent en vain ; La Planète Shayol ; Norstralie et Légendes et glossaire du futur), dans une traduction revue et corrigée par Michel Demuth, Alain Dorémieux, Denise Hersant, Yves Hersant, Simone Hilling et Pierre-Paul Durastanti. Le dernier tome est complété par un essai inédit d'Anthony Lewis, Concordance[2].
- en janvier 2024 les Éditions Mnémos publient l'intégrale en un volume, complété par l'essai Concordance d'Anthony Lewsi

Ce cycle figure parmi les classiques de la science-fiction dans plusieurs ouvrages de référence :
- Jacques Sadoul, Anthologie de la littérature de science-fiction, Ramsay, 1981 ;
- Jacques Goimard et Claude Aziza, Encyclopédie de poche de la science-fiction. Guide de lecture, Presses Pocket, coll. « Science-fiction », n°5237, 1986 ;
- Denis Guiot, La Science-fiction, Massin, coll. « Le monde de... », 1987 ;
- La Bibliothèque idéale de la SF, Albin Michel, (1988) ;
- Enquête du Fanzine Carnage mondain auprès de ses lecteurs, 1989 ;
- Lorris Murail, Les Maîtres de la science-fiction, Bordas, coll. « Compacts », 1993 ;
- Stan Barets, Le science-fictionnaire, Denoël, coll. « Présence du futur », 1994 ;
- Bibliothèque idéale du webzine Cafard cosmique.